# Архиепархия Бургоса
Архиепархия Бургоса (лат. Archidioecesis Burgensis, исп. Archidiócesis de Burgos) архиепархия-митрополия Римско-католической церкви в Испании. В настоящее время епархией управляет архиепископ-митрополит Марио Исета Гавикагогеаскоа.
Клир епархии включает 576 священников (419 епархиальных и 157 монашествующих священников), 401 монаха, 1 301 монахиню.
Адрес епархии: Calle Eduardo Martínez del Campo 18, Apartado 3, 09080 Burgos, España.

## Территория
В юрисдикцию епархии входит 1 001 приход в провинции Бургос, в автономном сообществе Кастилия и Леон в Испании.
Все приходы образуют 15 архипресвитерств, разделенных на 3 деканата.
Кафедра архиепископа-митрополита находится в городе Бургос в церкви Санта Мария.
На территории архиепархии находится известный центр григорианского пения — монастырь Святого Доминика Силосского.
В состав митрополии (церковной провинции) Бургоса входят:
- Архиепархия Бургоса;
  - Епархия Бильбао;
  - Епархия Витории;
  - Епархия Осма-Сории;
  - Епархия Паленсии.

## История
Кафедра Бургоса была основана в 1075 году, после окончательного перенесения в город Бургос древней кафедры Оки (или Ауки). Неизвестна тояная дата основания древней епархии. Вероятно епархия Оки была основана в начале III века. Она упоминается в источнике от 589 года, в котором говорится о епископе Астерии, присутствовавшем на III Толедском соборе. В VIII веке, из-за нападений арабов-мусульман, кафедра Оки прекратила существование. На протяжении IX—XI веков на её территории появились различные епархии: Амайя, Вальпуэста, Муньо, Сасамон, Онья и Хармональ.
В 1075 году, по приказу Альфонса VI, короля Леона, древняя кафедра Аука была восстановлена и перенесена в Бургос. 14 марта 1095 года буллой Plurimas quondam Папа Урбан II подтвердил перенесение кафедры Ауки в Бургос, и чуть больше, чем через год, 15 июля 1096 года, другой буллой Postquam apud Nemausum тот же Папа вывел епархию Бургоса из-под юрисдикции митрополии Таррагоны и поставил её в прямое подчинение Святому Престолу.
В 1081 году в Бургосе прошёл поместный собор, на котором, под влиянием бенедиктинцев из Клюни, мосарабский обряд в епархии был окончательно заменен римским обрядом.
В 1221 году новый готический собор заменил прежний в романском стиле, который был построен в 1075 году. В это время епископы Бургоса получили право суда второй инстанции в гражданских и уголовных делах.
На протяжении всего Средневековья Бургос являлся важным этапом на пути паломников в Сантьяго де Компостела, став перекрестком веры и культуры.
22 октября 1574 года епархия Бургоса была возведена в ранг архиепархии-митрополии буллой Universis orbis Папы Григория XIII.

## Ординарии епархии

### Кафедра Оки
- Астерий (упоминается в 589 и 597);
- Аманунг (упоминается в 633 и 646);
- Линторий (649—656);
- Стеркопий (упоминается в 675 и 688);
- Константин (упоминается в 693).

### Кафедра Муньо
- Севастьян (912—931);
- Фруминий (931);
- Василий (931—949);
- Веласк (949—978);
- Луцидий (978—994).

### Кафедра Бургоса
| - Симеон (Симон) (1075 — 17.03.1082); - Гарсия (1082 — 05.02.1097); - Гарсия Аснарес (1097 — 04.10.1114); - Паскуаль (1115 — 13.10.1118); - Симеон (Симон) II (1118 — 14.10.1139); - Педро Домингес (1139 — 24.06.1146); - Виктор (1146 — 02.10.1156); - Педро Пе́рес (1157 — 14.05.1181); - Марино Матэ (1181 — 30.09.1200); - Матео I (31.12.1200 — 29.09.1202); - Фернандо Гонсалес (18.08.1203 — 1205); - Гарсия Мартинес де Контрерас (1206 — 08.03.1211); - Хуан Матэ (1211 — 18.07.1212); - Маурисио (1213 — 12.10.1238); - Хуан (29.05.1240 — 01.10.1246); - Апарасио (1247 — 21.07.1257); - Матео II Риналь (18.12.1257 — 02.10.1259); - Мартин Гонсалес (17.04.1260 — 12.12.1267); - Хуан де Вильяос (13.07.1268 — 28.08.1269); - Гонсало Гарсия Худьель (27.09.1275 — 03.05.1280) — назначен архиепископом Толедо; - Фернандо де Ковварубиас (21.05.1280 — 12.11.1299) — францисканец; - Педро Родригес (13.06.1300 — 15.12.1302) — назначен епископом Сабины; - кардинал Педро Родригес (17.12.1302 — 07.08.1303) — апостольский администратор; - Педро Родригес Кихада (07.08.1303 — 14.05.1313); - Гонсало де Инохоса (12.07.1313 — 15.05.1327); - Гарсия де Торрес Сотоскуэва (21.08.1327 — 24.08.1348); - Педро (1348); - Лопе де Фонтека (08.06.1351 — 12.10.1351); - Хуан Санчес де лас Роэлас (1352); - Хуан Лукронио (1361); - Фернандо де Варгас (06.04.1362 — 1365); - Доминго де Арройело (07.10.1366 — 02.10.1380) - Хуан Гарсия Манрике (20.08.1381 — 11.08.1382) — назначен архиепископом Сантьяго де Компостела; - Гонсало де Мена и Роэлас (11.08.1382 — 28.01.1394) — назначен архиепископом Севильи; - Хуан де Вильякресес (28.01.1394 — 1403); - Хуан Кабеса де Вака (14.03.1407 — 1412); - Альфонсо де Ильескас (23.02.1413 — 1414); - Пабло де Сантамария (18.12.1415 — 06.07.1435); - Альфонсо де Картахена (06.07.1435 — 22.07.1456); - Луис де Акунья и Осорио (12.11.1456 — 14.09.1495); - Паскуаль де Ампудиа (27.01.1496 — 19.07.1512) — доминиканец; - Хуан Родригес де Фонсека (05.07.1514 — 12.11.1524); - Антонио де Рохас Манрике (03.07.1525 — 27.06.1527); - кардинал Иньиго Лопес де Мендоса и Суньига (02.03.1529 — 15.01.1537); - кардинал Хуан Альварес и Альва де Толедо (11.04.1537 — 27.06.1550) — доминиканец, назначен архиепископом Сантьяго де Компостела; - кардинал Франсиско де Мендоса и Бобадилья (27.06.1550 — 28.11.1566); - кардинал Франсиско Пачеко де Толедо (08.08.1567 — 23.08.1579); - Кристобаль Вела и Акунья (27.05.1580 — 21.11.1599); - Антонио Сапата Чиснерос (11.09.1600 — 1604); - Альфонсо Манрике (20.10.1604 — 27.09.1612); - Фернандо де Асеведо Гонсалес (02.06.1613 — 1629); - Хосе Гонсалес Вильялобос (12.08.1630 — 28.03.1631) — доминиканец; | - Фернандо де Андраде и Сотомайор (10.11.1631 — 10.09.1640) — назначен епископом Сихуэнцы; - Франсиско Мансо де Суньига и Сола (08.10.1640 — 27.12.1655); - Хуан Перес Дельгадо (15.01.1657 — 1657); - Антонио Пайно Осорио (25.02.1658 — 04.06.1663) — назначен архиепископом Севильи; - Диего де Техада и Гуардиа (26.11.1663 — 13.07.1664); - Энрике де Перлата и Карденас (13.04.1665 — 20.11.1679); - Хуан Фернандес де Исла (23.09.1680 — 16.09.1701); - кардинал Франсиско Антонио де Борха-и-Сентельяс-и-Понсе де Леон (03.04.1702 — 04.04.1702); - Фернандо Мануэль де Мехья (15.01.1703 — 15.09.1704); - Мануэль Франсиско Наваррете и Ладрон де Гевара (18.05.1705 — 11.08.1723); - Лукас Конехеро де Молина (26.06.1724 — 22.03.1728); - Мануэль де Саманьехо и Хака (20.09.1728 — 29.04.1741); - Диего Фелипе де Переа и Магдалено (29.05.1741 — 25.02.1744); - Педро де ла Гуарда и Ачика (07.09.1744 — 19.09.1750); - Хуан Франсиско Хульен Иссо (15.03.1751 — 07.04.1757); - Онесимо де Саламанка и Сальдивар (19.12.1757 — 14.01.1761); - Франсиско Диас Сатнос и Бульон (17.08.1761 — 17.02.1764); - Хосе Хавьер Родригес и Арильяно (20.08.1764 — 01.06.1791); - Хуан Антонио де лос Тукрос (19.12.1791 — 22.09.1797); - Рамон Хос де Арсе (18.12.1797 — 20.07.1801) — назначен архиепископом Сарагосы; - Мануэль Сид и Монрой (29.03.1802 — 08.11.1822); - Рафаэль Мануэль Хосе Бенито де Велес Тельес (30.05.1824 — 29.10.1824) — капуцин, назначен архиепископом Сантьяго де Компостела; - Ильдефонсо (Алонсо) Каньедо Вихиль (01.03.1825 — 21.09.1829); - Хоакин Лопес и Сисилья (15.03.1830 — 22.09.1831) — назначен архиепископом Валенсии; - Игнасио Рибес и Майор (23.11.1831 — 31.10.1840); - Северо Леонардо Андриани и Эскофет (1845—1847) — апостольский администратор; - Рамон Монтеро (04.10.1847 — 30.03.1848); - Сирило де Аламеда-и-Бреа (20.04.1849 — 03.08.1857) — францисканец, назначен архиепископом Толедо; - кардинал Фернандо де ла Пуэнте-и-Прима де Ривера (27.09.1857 — 20.03.1867); - Анастасио Родриго Юсто (26.09.1867 — 30.04.1882); - Сатурнино Фернандес де Кастро и де ла Котера (15.03.1883 — 26.04.1886); - Мануэль Гомес Саласар и Лусьо Вильегас (10.06.1886 — 14.06.1893); - кардинал Грегорио Мария Агирре-и-Гарсия (21.05.1894 — 02.12.1899) — францисканец, назначен апостольским администратором Калаорры и Ла Кальсады; - Бенито Муруа и Лопес (29.04.1909 — 28.10.1912); - Хосе Кадена и Элета (18.07.1913 — 06.06.1918); - кардинал Хуан Батиста Бенльок-и-Виво (07.01.1919 — 14.02.1926); - Педро Сегура и Саэнс (20.12.1926 — 19.12.1927) — назначен архиепископом Толедо; - Мануэль де Кастро и Алонсо (21.05.1928 — 03.09.1944); - Лусиано Перес Платеро (09.12.1944 — 14.06.1963); - Сегундо Гарсия де ла Сьерра и Мендес (07.02.1964 — 19.10.1983); - Теодоро Карденаль Фернандес (19.10.1983 — 30.10.1992); - Сантьяго Мартинес Асебес (30.10.1992 — 28.03.2002); - Франсиско Хиль Эльин (28.03.2002 — 30.10.2015, в отставке); - Фидель Эрраес Вегас (30.10.2015 — 6.10.2020, в отставке); - Марио Исета Гавикагогеаскоа (6.10.2020 — по настоящее время). |  |

## Статистика
На конец 2006 года из 361 021 человек, проживающих на территории епархии, католиками являлись 339 360 человек, что соответствует 94,0 % от общего числа населения епархии.
| год  | население | население | население | священники | священники        | священники         | священники                           | постоянные диаконы | монахи  | монахи  | приходы |
| год  | католики  | всего     | %         | всего      | белое духовенство | черное духовенство | число католиков на одного священника | постоянные диаконы | мужчины | женщины | приходы |
| ---- | --------- | --------- | --------- | ---------- | ----------------- | ------------------ | ------------------------------------ | ------------------ | ------- | ------- | ------- |
| 1950 | 581.090   | 581.097   | 100,0     | 886        | 708               | 178                | 655                                  |                    | 708     | 1.130   | 1.091   |
| 1959 | 400.125   | 400.130   | 100,0     | 953        | 668               | 285                | 419                                  |                    | 928     | 1.315   | 990     |
| 1969 | 357.356   | 357.368   | 100,0     | 939        | 698               | 241                | 380                                  |                    | 774     | 1.835   | 441     |
| 1978 | 338.219   | 339.053   | 99,8      | 770        | 568               | 202                | 439                                  |                    | 570     | 1.549   | 998     |
| 1990 | 336.206   | 355.287   | 94,6      | 695        | 495               | 200                | 483                                  |                    | 575     | 1.469   | 996     |
| 1999 | 334.200   | 345.430   | 96,7      | 606        | 455               | 151                | 551                                  |                    | 382     | 1.255   | 999     |
| 2000 | 334.178   | 345.872   | 96,6      | 601        | 454               | 147                | 556                                  |                    | 367     | 1.087   | 999     |
| 2001 | 336.000   | 343.722   | 97,8      | 601        | 445               | 156                | 559                                  | 1                  | 396     | 1.249   | 999     |
| 2002 | 335.743   | 349.722   | 96,0      | 603        | 441               | 162                | 556                                  | 1                  | 416     | 1.261   | 999     |
| 2003 | 335.743   | 349.722   | 96,0      | 582        | 431               | 151                | 576                                  |                    | 365     | 1.227   | 1.001   |
| 2004 | 337.445   | 355.205   | 95,0      | 577        | 431               | 146                | 584                                  |                    | 332     | 1.264   | 1.001   |
| 2006 | 339.360   | 361.021   | 94,0      | 576        | 419               | 157                | 589                                  |                    | 401     | 1.301   | 1.001   |